# سوتیریس مانولوپولوس
سوتیریس مانولوپولوس (یونانی: Σωτήρης Μανωλόπουλος؛ زادهٔ ۲۷ ژوئن ۱۹۷۰) بازیکن سابق و مربی بسکتبال اهل یونان است. وی در حال حاضر سرمربی تیم ملی بسکتبال ایران است. وی در سال ۲۰۰۱ به عنوان بازیکن در ساپورتا کاپ به مقام قهرمانی دست یافته بود.